# Marcus Burghardt
Marcus Burghardt (Zschopau, 30 giugno 1983) è un ex ciclista su strada tedesco. Professionista dal 2005 al 2021, specialista delle classiche, ha vinto la Gand-Wevelgem 2007 e una tappa al Tour de France 2008.

## Carriera
Dopo aver corso nelle giovanili del Team Wiesenhof, passa professionista nel 2005 tra le file del T-Mobile Team. Due anni dopo ottiene il suo primo successo in carriera, al termine della prestigiosa Gand-Wevelgem: qui, grazie ad un attacco a poco più di un chilometro dal traguardo, riesce a distanziare sull'arrivo il compagno di squadra Roger Hammond e l'iridato Óscar Freire.
Nel 2008 al Tour de France, dopo aver fatto il gregario di Kim Kirchen e di Mark Cavendish per più di due settimane, conquista la vittoria della diciottesima tappa, a Saint-Étienne, al termine di una lunga fuga a due con lo spagnolo Carlos Barredo; l'anno dopo è settimo al Giro delle Fiandre. Nel corso del 2010, al suo primo anno con il team statunitense BMC, conquista ben due tappe, la quinta e la settima, al Giro di Svizzera, oltre alla classifica a punti della corsa. Nelle stagioni seguenti ricopre perlopiù ruoli di gregariato nelle classiche e nelle tappe dei Grandi Giri, contribuendo, tra le altre, alla vittoria del capitano Cadel Evans al Tour de France 2011.
Nel 2017 passa alla Bora-Hansgrohe, e in stagione si laurea campione tedesco in linea a Chemnitz precedendo in un arrivo a due il compagno di squadra Emanuel Buchmann. Si ritira dall'attività al termine del 2021.

## Palmarès
- 2000 (Juniores)

3ª tappa Internationale 3-Etappen-Rundfahrt
Classifica generale Internationale 3-Etappen-Rundfahrt
- 2001 (Juniores)

1ª tappa Trofeo Karlsberg (Schlossberg > Schlossberg)
5ª tappa Trofeo Karlsberg (Gersheim > Walsheim)
Classifica generale Trofeo Karlsberg
- 2003 (dilettanti)

3ª tappa Ronde de l'Isard d'Ariège (Vicdessos > Le Mas-d'Azil)
- 2007 (T-Mobile, tre vittorie)

Gand-Wevelgem
3ª tappa 3-Länder-Tour (Lollar > Francoforte sul Meno)
5ª tappa 3-Länder-Tour (Nürtingen > Bad Dürrheim)
- 2008 (High Road, una vittoria)

18ª tappa Tour de France (Bourg-d'Oisans > Saint-Étienne)
- 2010 (BMC Racing Team, due vittorie)

5ª tappa Giro di Svizzera (Wettingen > Frutigen)
7ª tappa Giro di Svizzera (Savognin > Wetzikon)
- 2017 (Bora-Hansgrohe, una vittoria)

Campionati tedeschi, Prova in linea

### Altri successi
- 2010 (BMC Racing Team)

Classifica a punti Giro di Svizzera
- 2013 (BMC Racing Team)

Classifica scalatori Giro di Romandia
- 2015 (BMC Racing Team)

1ª tappa Vuelta a España (Puerto Banús > Marbella, cronosquadre)

## Piazzamenti

### Grandi Giri
- Giro d'Italia

2015: 70º
- Tour de France

2007: 127º
2008: 120º
2010: 161º
2011: 164º
2012: 58º
2013: 98º
2014: 154º
2016: 89º
2017: 131º
2018: 92º
2019: 141º
- Vuelta a España

2005: 76º
2015: non partito (3ª tappa)
2018: 149º

### Classiche monumento
- Milano-Sanremo

2006: 147º
2010: 22º
2011: 48º
2012: 90º
2016: 89º
2017: 88º
2018: 58º
2019: 64º
2020: 51º
2021: 71º
- Giro delle Fiandre

2005: 65º
2006: 43º
2007: 13º
2009: 7º
2010: 20º
2011: 25º
2012: 36º
2013: 22º
2014: 12º
2015: 16º
2016: ritirato
2017: 55º
2018: 51º
2019: 84º
2020: 43º
2021: 14º
- Parigi-Roubaix

2005: fuori tempo
2006: 22º
2007: 20º
2009: 65º
2010: ritirato
2011: 32º
2012: 36º
2013: ritirato
2014: 22º
2015: 42º
2016: 19º
2017: 16º
2018: 25º
2019: 24º
- Liegi-Bastogne-Liegi

2013: 70º
2014: 88º
2019: 101º
- Giro di Lombardia

2013: 44º

### Competizioni mondiali
- Campionati del mondo

Plouay 2000 - Cronometro Juniores: 14º
Plouay 2000 - In linea Juniores: 68º
Lisbona 2001 - In linea Juniores: 9º
Hamilton 2003 - In linea Under-23: 92º
Verona 2004 - In linea Under-23: 42º
Stoccarda 2007 - In linea Elite: ritirato
Varese 2008 - In linea Elite: ritirato
Limburgo 2012 - In linea Elite: 111º
Toscana 2013 - In linea Elite: 39º
Bergen 2017 - Cronosquadre: 10º
Bergen 2017 - In linea Elite: 47º
Innsbruck 2018 - In linea Elite: ritirato
Yorkshire 2019 - In linea Elite: ritirato